# Sollevamento pesi ai Giochi della XXIII Olimpiade - Pesi leggeri
La competizione della categoria pesi leggeri (fino a 67,5 kg) di sollevamento pesi ai Giochi della XXIII Olimpiade si è svolta il giorno 1º agosto 1984 al Gersten Pavilion di Los Angeles.

## Regolamento
La classifica era ottenuta con la somma delle migliori alzate delle seguenti 2 prove:
- Strappo
- Slancio

Su ogni prova ogni concorrente aveva diritto a tre alzate. In caso di parità vinceva il sollevatore che pesava meno.

## Risultati
| Pos.    | Atleta            | Nazione        | Peso Atleta | Strappo | Strappo | Strappo | Strappo | Slancio | Slancio | Slancio | Slancio | Totale |
| Pos.    | Atleta            | Nazione        | Peso Atleta | 1       | 2       | 3       | Tot     | 1       | 2       | 3       | Tot     | Tot    |
| ------- | ----------------- | -------------- | ----------- | ------- | ------- | ------- | ------- | ------- | ------- | ------- | ------- | ------ |
| Oro     | Yao Jingyuan      | Cina           | 67,20       | 135,0   | 140,0   | 142,5   | 142,5   | 172,5   | 177,5   | 180,0   | 177,5   | 320,0  |
| Argento | Andrei Socaci     | Romania        | 67,10       | 135,0   | 140,0   | 142,5   | 142,5   | 165,0   | 170,0   | 172,5   | 170,0   | 312,5  |
| Bronzo  | Jouni Grönman     | Finlandia      | 67,20       | 140,0   | 145,0   | 145,0   | 140,0   | 172,5   | 177,5   | 180,0   | 172,5   | 312,5  |
| 4       | Dean Willey       | Gran Bretagna  | 67,85       | 135,0   | 140,0   | 142,5   | 140,0   | 165,0   | 170,0   | 172,5   | 170,0   | 310,0  |
| 5       | Choji Taira       | Giappone       | 67,20       | 125,0   | 130,0   | 132,5   | 132,5   | 165,0   | 170,0   | 172,5   | 172,5   | 305,0  |
| 6       | Yasushige Sasaki  | Giappone       | 67,15       | 135,0   | 140,0   | 142,5   | 140,0   | 157,5   | 162,5   | 167,5   | 162,5   | 302,5  |
| 7       | Bill Stellios     | Australia      | 67,20       | 130,0   | 135,0   | 137,5   | 137,5   | 165,0   | 170,0   | 170,0   | 165,0   | 302,5  |
| 8       | Ma Jianping       | Cina           | 67,25       | 130,0   | 130,0   | 135,0   | 130,0   | 167,5   | 167,5   | 172,5   | 167,5   | 297,5  |
| 9       | Patrick Bassey    | Nigeria        | 66,70       | 125,0   | 132,5   | 137,5   | 132,5   | 155,0   | 155,0   | 162,5   | 162,5   | 295,0  |
| 10      | Pietro Pujia      | Italia         | 67,40       | 120,0   | 120,0   | 127,5   | 127,5   | 155,0   | 162,5   | 165,0   | 162,5   | 290,0  |
| 11      | Gregor Bialowas   | Austria        | 67,00       | 122,5   | 122,5   | 122,5   | 122,5   | 160,0   | 160,0   | 167,5   | 160,0   | 282,5  |
| 12      | Fernando Mariaca  | Spagna         | 66,80       | 122,5   | 127,5   | 127,5   | 122,5   | 152,5   | 157,5   | 162,5   | 157,5   | 280,0  |
| 13      | Donald Abrahamson | Stati Uniti    | 67,35       | 115,0   | 120,0   | 122,5   | 122,5   | 150,0   | 155,0   | 157,5   | 155,0   | 277,5  |
| 14      | Michael Norell    | Svezia         | 67,30       | 120,0   | 120,0   | 125,0   | 120,0   | 152,5   | 157,5   | 157,5   | 152,5   | 272,5  |
| 15      | Surendra Hamal    | Nepal          | 64,95       | 102,5   | 102,5   | 107,5   | 102,5   | 132,5   | 137,5   | 137,5   | 132,5   | 235,0  |
| 16      | Leslie Ata        | Isole Salomone | 66,20       | 75,0    | 80,0    | 82,5    | 80,0    | 100,0   | 105,0   | 107,5   | 107,5   | 187,5  |
| -       | Claude Dallaire   | Canada         | 67,35       | 125,0   | 125,0   | 125,0   | NVL     | -       | -       | -       | DNS     | DNF    |
| -       | Antulio Delgado   | Guatemala      | 66,75       | 102,5   | 102,5   | 102,5   | NVL     | 120,0   | 125,0   | 125,0   | 120,0   | DNF    |
| -       | Hatem Bouabid     | Tunisia        | 67,05       | 110,0   | 110,0   | 110,0   | NVL     | 135,0   | 140,0   | 140,0   | 135,0   | DNF    |